# Der Plan des Dominion
Der Plan des Dominion (Originaltitel: The Jem’Hadar) ist die 26. Folge der zweiten Staffel der US-amerikanischen Science-Fiction-Fernsehserie Star Trek: Deep Space Nine. Sie wurde in den Vereinigten Staaten über Syndication vermarktet und erstmals am 12. Juni 1994 auf verschiedenen Fernsehsendern ausgestrahlt. In Deutschland war sie zum ersten Mal am 3. Oktober 1994 in einer synchronisierten Fassung auf Sat.1 zu sehen.

## Handlung
Im Jahr 2370 unterhält sich Benjamin Sisko, der Kommandant der Raumstation Deep Space Nine, mit seinem Sohn Jake über ein wissenschaftliches Projekt, das dieser für die Schule erledigt. Er würde gern etwas mehr Zeit mit seinem Sohn verbringen und schlägt ihm daher vor, ein etwas ambitionierteres Projekt anzugehen und gemeinsam mit seinem Vater einen neu entdeckten Planeten im Gamma-Quadranten zu erforschen. Jake stimmt begeistert zu, doch die Freude seines Vaters wird etwas getrübt, als Jake seinen besten Freund, den Ferengi Nog mitnehmen möchte, denn diesem würde sich dadurch eine Gelegenheit für eine dringend benötigte gute Note bieten. Sisko lässt sich notgedrungen dazu überreden. Seine Laune ist endgültig im Keller, als sich auch noch Nogs Onkel, der Barbesitzer Quark, anschließt. Angeblich ist er nur um seinen Neffen besorgt, aber eigentlich will er Sisko beschwatzen, ihm zu gestatten, die Stationsmonitore für Werbezwecke zu nutzen.
Die vier brechen mit dem Runabout USS Rio Grande auf und durchfliegen das Wurmloch. Auf der anderen Seite erreichen sie schließlich einen erdähnlichen Planeten. Jake und Nog untersuchen die Atmosphäre, das Wasser und die Vegetation. Sisko genießt die Natur, Quark hingegen sieht nur verwertbare Rohstoffe und reagiert allergisch auf die vielen Pflanzen. Beim Abendessen am Lagerfeuer kommt es zum Streit zwischen Quark und Sisko. Quark wirft ihm vor, dass er und die Föderation sich zwar Toleranz auf die Fahne geschrieben hätten, die Ferengi aber immer nur mit Hochmut und Verachtung behandeln würden. Nog ist dieser Streit zuwider und er flüchtet in den Wald; Jake folgt ihm. Kurz darauf tritt eine unbekannte Frau ans Feuer. Sisko und Quark verstehen zunächst nicht, was sie will, merken aber schnell, dass sie vor Leuten auf der Flucht ist, die sie Jem’Hadar nennt. Kurz darauf werden sie von mehreren Personen umringt, die scheinbar aus dem Nichts auftauchen – offensichtlich sind dies besagte Jem’Hadar.
Sie werden in eine Höhle gebracht und dort hinter ein Kraftfeld gesperrt. Die Frau schweigt zunächst eine ganze Weile, hält Sisko dann aber davon ab, das Kraftfeld zu berühren, da es ihn umbringen würde. Sie stellt sich als Eris vor und ist überrascht, dass Sisko noch nie von den Jem’Hadar gehört hat. Er erläutert ihr, dass das Wurmloch in den Gamma-Quadranten erst vor zwei Jahren entdeckt wurde und ihnen dieser Teil der Galaxie daher noch größtenteils unbekannt ist. Eris erklärt daraufhin, die Jem’Hadar sind die Soldaten des mächtigen und gefährlichen Dominion. Ihr eigener Heimatplanet sollte dem Dominion beitreten, weigerte sich aber und wurde daraufhin von den Jem’Hadar erobert. Seitdem war sie auf der Flucht. Eris verfügt über telekinetische Fähigkeiten, die durch ein Halsband unterdrückt werden. Ohne dieses könnte sie das Kraftfeld möglicherweise unschädlich machen. Da er nur wenige Wachen gesehen hat, ist Sisko zuversichtlich, dass ihnen die Flucht gelingen könnte. Quark erregt unterdessen durch permanentes Gezeter die Aufmerksamkeit eines Jem’Hadar namens Talak’Talan. Der erklärt, sie seien auf Geheiß der Gründer gefangen genommen worden. Eris behauptet, diese seien nur ein Mythos. Talak’Talan lässt ein erstaunlich großes Wissen über die andere Seite des Wurmlochs durchblicken.
Als Jake und Nog zum Lagerfeuer zurückkehren und es verlassen vorfinden, sind sie zunächst unsicher, was sie tun sollen. Fußspuren verraten ihnen, dass Sisko und Quark entführt wurden. Sie spüren die Höhle auf, in der sie gefangen gehalten werden, doch als sie die Jem’Hadar sehen, beamen sie lieber zurück auf die im Orbit des Planeten befindliche Rio Grande. Sie wollen zurück nach Deep Space Nine fliegen und Hilfe holen, aber der Autopilot verlangt einen Autorisierungscode, den sie nicht haben. Sie geraten kurz in Panik, als ein Jem’Hadar-Schiff den Planeten verlässt. Es hat allerdings kein Interesse an der Rio Grande, sondern schlägt einen ganz anderen Kurs ein. Es fliegt direkt durch das Wurmloch und nach Deep Space Nine. Dort verkündet Talak’Talan die Gefangennahme von Sisko. Er begründet dies als Reaktion auf das Eindringen in den Gamma-Quadranten, den das Dominion als sein ausschließliches Territorium betrachtet. Mehrere Raumschiffe und die Kolonie Neu Bajor seien inzwischen vernichtet worden, weitere Durchquerungen des Wurmlochs will das Dominion nicht dulden. Nach dieser Mitteilung fliegt das Jem’Hadar-Schiff zurück.
Sisko versucht vergeblich, Eris’ Halsband zu entfernen und bittet dann Quark um Hilfe. Der nimmt zunächst das Streitgespräch vom Abend wieder auf. Er hält Sisko vor, dass sich die Menschen den Ferengi moralisch überlegen fühlen, doch Dinge wie Sklaverei, Konzentrationslager oder interstellare Kriege hat es in der Geschichte der Ferengi nie gegeben. Daher hält er die Ferengi für die eigentlich überlegene Spezies. Als er sich wieder beruhigt hat, widmet er sich schließlich dem Halsband. Jake und Nog bemühen sich unterdessen, den Autopiloten der Rio Grande abzuschalten. Das gelingt ihnen zwar, aber sie schaffen es trotzdem nicht, zum Wurmloch zu fliegen.
Auf Deep Space Nine trifft das Sternenflottenraumschiff USS Odyssey ein. Captain Keogh plant eine Rettungsmission, um Sisko und die anderen zu befreien. Die Führungsoffiziere von Deep Space Nine wollen ihn unterstützen und begleiten die Odyssey in den beiden verbliebenen Runabouts Mekong und Orinoco. Als sie die Rio Grande aufspüren, beamt Chefingenieur Miles O’Brien zu Jake und Nog an Bord und bringt das Schiff wieder unter Kontrolle.
Quark gelingt es unterdessen, das Schloss an Eris’ Halsband zu knacken. Eris kann daraufhin das Kraftfeld deaktivieren. Sisko und Quark überwältigen zwei Wachen und sie verlassen gemeinsam die Höhle. Sie werden kurz darauf von der Rio Grande aufgespürt und an Bord gebeamt. Die Odyssey und die anderen Runabouts geraten unterdessen unter heftigen Beschuss durch Jem’Hadar-Kriegsschiffe. Als ihn die Nachricht erreicht, dass Sisko, Quark und Eris gerettet wurden, ordnet Keogh den sofortigen Rückzug an. Ein Jem’Hadar-Schiff holt jedoch zu einem letzten Schlag aus und zerstört die Odyssey durch ein Kamikaze-Maneuver. Den drei Runabouts gelingt die Flucht durch das Wurmloch.
Zurück auf der Station informiert Quark Sisko über eine Merkwürdigkeit: Er hat Eris’ Halsband aufgehoben und jetzt bei einer genaueren Untersuchung festgestellt, dass es außer einem komplizierten Schließmechanismus rein gar nichts enthält. Eris hat also nur vorgetäuscht, dass ihre Fähigkeiten unterdrückt würden. Sisko äußert den Verdacht, sie sei eine Spionin und würde zu den Gründern gehören. Das erste bestätigt sie, das zweite hingegen nicht. Als Sisko sie festnehmen lassen will, beamt sie sich fort; das Ziel ihres Transports lässt sich nicht feststellen. Sisko ist sicher, dass es zu einem weiteren Kontakt mit dem Dominion kommen wird. Bei einem Kampf wird Deep Space Nine das erste Ziel sein. Sisko will darauf vorbereitet sein und das Dominion gebührend empfangen.

## Besonderheiten

### Verbindungen zu anderen Star-Trek-Produktionen
Nachdem es zuvor in drei Folgen von Star Trek: Deep Space Nine erwähnt worden war, tritt das Dominion her erstmals offen in Erscheinung. Zwei der drei wichtigsten Spezies des Dominion werden in dieser Folge eingeführt: Die Jem’Hadar und in Person von Eris die Vorta, auch wenn der Name dieser Spezies hier noch nicht genannt wird.
Der Kampfeinsatz der Führungsoffiziere von Deep Space Nine gegen den Maquis in Folge 2.21 (Der Maquis, Teil II) von Star Trek: Deep Space Nine wird erwähnt, ebenso die Bemühungen der Ferengi, mit dem Dominion in Geschäftsbeziehungen zu treten, was in Folge 2.07 (Profit oder Partner!) seinen Anfang nahm.
Eris’ telekinetische Kräfte wurden bei späteren Auftritten der Vorta nie wieder aufgegriffen. Es bleibt daher völlig unklar, ob sie als einzige Vorta über solche Kräfte verfügt, ob andere sie auch haben, aber nicht einsetzen, oder ob es sich lediglich um eine Täuschung handelte.
Die Doppelfolge 3.01/02 (Die Suche) von Star Trek: Deep Space Nine schließt direkt an die Handlung von Der Plan des Dominion an.

### Besonderheiten der deutschen Synchronfassung
Quarks Dauergast Morn werden in dieser Folge in der deutschen Synchronfassung einige Worte in den Mund gelegt; im englischen Original sagt er jedoch nichts.

## Produktion

### Drehbuch
Der Arbeitstitel der Folge lautete The Dominion.
Die Grundidee für diese Folge geht auf eine frühe Idee für das Finale der ersten Staffel von Star Trek: Deep Space Nine zurück. Diese sah eine Crossover-Folge mit der Serie Raumschiff Enterprise – Das nächste Jahrhundert vor, in der die Besatzungen von Deep Space Nine und der Enterprise D gemeinsam eine Invasionsstreitmacht abwehren müssen.
Dass die Odyssey ein Schiff der Galaxy-Klasse sein sollte, war eine bewusste Entscheidung. Damit sollte verdeutlicht werden, dass die Jem’Hadar auch in der Lage gewesen wären, die Enterprise zu zerstören.
Quarks Ansprache an Sisko sollte laut Ira Steven Behr das bisherige Bild der Ferengi endgültig korrigieren. In Raumschiff Enterprise – Das nächste Jahrhundert waren sie mehr schlecht als recht als neue Bösewichte eingeführt worden. Behr wollte hiervon abrücken und sie als eine Spezies darstellen, die lediglich ein anderes Wertesystem als die Menschheit hat. Ihm war es wichtig, dass die Zuschauer die Ferengi ernst nehmen konnten.

### Darsteller
Alan Oppenheimer, Darsteller von Captain Keogh, hatte zuvor bereits Koroth in Folge 6.23 (Der rechtmäßige Erbe) von Raumschiff Enterprise – Das nächste Jahrhundert gespielt. Er spielte später noch den Nezu-Botschafter in Folge 3.19 (Die Asteroiden) von Star Trek: Raumschiff Voyager.
Molly Hagan hätte eigentlich in den Folgen 3.02 (Die Suche, Teil II) und 5.02 (Das Schiff) erneut als Eris auftreten sollen, doch sie war beide Male nicht verfügbar.

### Maske und Kostüme
Für das Aussehen der Jem’Hadar ließ sich Maskenbildner Michael Westmore von einem Nashorn inspirieren. Anstelle eines großen Horns brachte er viele kleine Hörner an ihrem Gesicht an, was ihnen ein gefährliches Aussehen verlieh.
Die Kommunikatoren der Sternenflottenuniformen, die in der Serie Raumschiff Enterprise – Das nächste Jahrhundert und zu Beginn der Serie Star Trek: Deep Space Nine verwendet wurden, sind hier letztmalig im regulären Einsatz zu sehen. Mit Beginn der dritten Staffel wurden sie durch ein neues Modell ersetzt.

### Drehorte und Kulissen
Als Drehort für die Oberfläche des fremden Planeten dienten die Descanso Gardens in La Cañada Flintridge, einem Vorort von Los Angeles.
Obwohl die Odyssey derselben Schiffsklasse angehört wie die Enterprise D, wurde nicht auf das Brückenset aus der Serie Raumschiff Enterprise – Das nächste Jahrhundert zurückgegriffen, um die Brücke der Odyssey darzustellen.

### Modelle und Effekte
Für die Odyssey wurde das 4-Fuß-Modell der Enterprise D aus Raumschiff Enterprise – Das nächste Jahrhundert verwendet. Für verschiedene Ansichten des Schiffs wurden Aufnahmen aus verschiedenen Folgen von Raumschiff Enterprise – Das nächste Jahrhundert sowie aus dem Pilotfilm Der Abgesandte von Star Trek: Deep Space Nine wiederverwendet. Für die Zerstörung der Odyssey wurde auf Filmmaterial aus Folge 5.18 (Déjà vu) von Raumschiff Enterprise – Das nächste Jahrhundert zurückgegriffen.
Für die Jem’Hadar-Kriegsschiffe wurde von Jim Martin ein neues Modell entworfen. Es basiert auf Entwürfen von Rick Sternbach, der durch ägyptische Skarabäen inspiriert wurde.

## Rezeption
Die Folge wurde 1995 für einen Primetime Emmy Award in der Kategorie „Beste Einzelleistung in visuelle Spezialeffekte“ nominiert.
Keith DeCandido bewertete Der Plan des Dominion 2013 auf tor.com als eine gute Folge von Star Trek: Deep Space Nine. Ihm gefiel die Darstellung der Vater-Sohn-Beziehung der Siskos und ebenso Quarks Rede über die Behandlung der Ferengi durch die Menschen. Weiterhin lobte DeCandido die Schauspielleistung von Molly Hagan und Cress Williams. Er kritisierte allerdings, dass die Folge beim wiederholten Schauen viel an Spannung verliert, da dann der Überraschungseffekt fehlt. Er kritisierte weiterhin, dass viele Fähigkeiten des Dominion (Telekinese, Langstreckentransporter etc.) und die Forderung nach der Einstellung jeglichen Schiffsverkehrs durch das Wurmloch nach dieser Folge deutlich zurückgeschraubt wurden.
Michael Weyer erstellte 2018 für die Website cbr.com eine Liste der 20 besten Mehrteiler aller Star-Trek-Serien. Der Plan des Dominion führte er hierbei zusammen mit der anschließenden Doppelfolge Die Suche auf Platz 14.
Sven Harvey zählte Der Plan des Dominion 2020 auf der Website Den of Geek zusammen mit der anschließenden Doppelfolge Die Suche zu den 25 besten Geschichten der Serie Star Trek: Deep Space Nine.
Jason Jarman führte Der Plan des Dominion 2023 auf cbr.com in einer Liste der zehn besten Folgen von Star Trek: Deep Space Nine auf Platz 9.